# Zakłady Chemiczne „Tarnowskie Góry”
Zakłady Chemiczne „Tarnowskie Góry” – działające w latach 1922–1995 państwowe przedsiębiorstwo branży chemicznej, powstałe na terenie wcześniej funkcjonującej huty oraz zakładów papierniczych położonych między wsiami Sowice i Lasowice na Górnym Śląsku (obecnie dzielnice miasta Tarnowskie Góry); firma uznawana za jeden z najbardziej niebezpiecznych i szkodliwych dla środowiska zakładów przemysłowych w Polsce.
Początki przemysłu na tym obszarze przypadają na XVI–XVII wiek, kiedy to przetapiano tutaj wydobywane na niewielką skalę kruszce oraz produkowano ałun glinowo-potasowy oraz witriol. W 1842 z inicjatywy hrabiego Hugona I Henckel von Donnersmarcka uruchomiono tu hutę żelaza Hugohütte, która funkcjonowała do 1892. W międzyczasie założono również pierwszą na Śląsku celulozownię, w której wytwarzano niebieloną masę celulozową, a od 1892 także papier. Zakład ten o nazwie Cellulose- und Papierfabrik również należał do Donnersmarcków, w latach 1893–1908 był kilkukrotnie rozbudowywany i działał do 1919.
Po I wojnie światowej rozpoczęto na tym terenie produkcję związków nieorganicznych, m.in. litoponu, farb i lakierów, siarczanu glinu, dichromianu sodu, a w późniejszym okresie również chlorku baru, nadboranu sodu, siarczanu cynku czy boraksu. W styczniu 1945 zakład przeszedł pod zarząd polski jako Zakłady Chemiczne „Czarna Huta”, a w 1947 został oficjalnie znacjonalizowany. W latach 1958–1968 przedsiębiorstwo – funkcjonujące już pod nazwą Zakłady Chemiczne „Tarnowskie Góry” – rozbudowano o nowe oddziały produkcji, a w kolejnych latach oddano do użytku nowe laboratorium, zmodernizowano zaplecze infrastrukturalne oraz socjalne. Pod koniec lat 80. XX wieku przedsiębiorstwo zaczęło podupadać, a odkryte w następnych latach ogromne zanieczyszczenie środowiska związane z obecnością niezabezpieczonych odpadów poprzemysłowych wokół zakładów, skutkowało wpisaniem ich na krajową listę największych trucicieli – tzw. Listę 80. Przedsiębiorstwo w stan likwidacji postawiono w 1995 i od tego momentu cały czas trwa rekultywacja terenu, a także proces usuwania zalegających na zwałowiskach odpadów, które zagrażają Głównemu Zbiornikowi Wód Podziemnych 330 – Gliwice oraz przepływającej nieopodal rzece Stole.

## Historia

### Hutnictwo
Pierwsze informacje o prowadzeniu działalności wytwórczej na obszarze obecnych zakładów chemicznych pochodzą z XVI i XVII wieku, kiedy to wytapiano w tym miejscu kruszce uzyskiwane z pobliskich kopalń, a po zaprzestaniu wydobycia produkowano na niewielką skalę ałun glinowo-potasowy, witriol oraz czerwoną farbę (rocznie produkowano ok. 6 ton ałunu, 2 tony witriolu i 200–300 kg farby). W 1842 z inicjatywy hrabiego Hugona I Henckel von Donnersmarcka na gruntach pomiędzy Sowicami (niem. Sowitz) a Lasowicami (niem. Lassowitz) koło Tarnowskich Gór (niem. Tarnowitz) założono hutę żelaza Hugohütte (pol. 'Huta Hugo'), potocznie zwaną Czarną Hutą. Z czasem również kolonia przemysłowa powstająca w sąsiedztwie zakładów przyjęła urzędową nazwę Hugohütte. Wkrótce uruchomiono produkcję odlewów żeliwnych w tzw. żeliwiakach, natomiast w 1852 zbudowano wielki piec opalany koksem. W latach 1854–1857 wybudowano pierwszy na Górnym Śląsku odcinek kolei wąskotorowej o rozstawie 785 mm i długości 110 km. Zaczynał się on na terenie Hugohütte i prowadził do Wirka m.in. przez Bobrowniki, Bobrek i Chebzie .

### Przemysł celulozowo-papierniczy

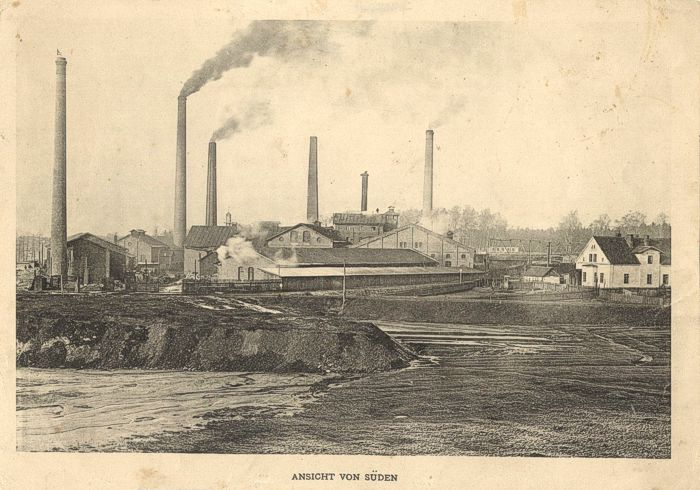
Fabryka Celulozy i Papieru koło Tarnowskich Gór, widok od południa. Widokówka z lat 1895–1905

Po dwudziestu latach działalności zakładu stopniowo zaczęto wygaszać piece hutnicze. W 1876 na jej terenie uruchomiono pierwszą na Śląsku celulozownię, zaprojektowaną i wybudowaną przez pochodzącego z Berlina inżyniera Rosenhaina  . Wytwarzano w niej niebieloną masę celulozową, którą sprzedawano następnie papierniom w cenie 20 marek za cetnar. Na początku lat 80. XIX wieku wielkość produkcji w fabryce wynosiła 15–18 tys. cetnarów (około 750-900 ton) rocznie . Produkcji hutniczej na terenie Czarnej Huty ostatecznie zaniechano w 1892, jednocześnie z powodu wzrostu liczby fabryk celulozy pojawiły się trudności ze sprzedażą produktu. Z tego powodu w tym samym roku profil produkcji poszerzono o wytwarzanie papieru, a zakład przekształcono w Fabrykę Celulozy i Papieru (niem. Cellulose- und Papierfabrik). Była ona własnością synów Hugona: Hugona II, Łazarza oraz Artura, a także Johannesa Scheffer-Hoppenhöfera z Sundern, który w 1897 odsprzedał swoje udziały Donnersmarckom. Rozbudowa zakładu przebiegała bardzo szybko i w 1893 działały już 4 maszyny papiernicze, na przełomie XIX i XX wieku – 5, w 1903 – 6, a w 1908 roku – 7. Wszystkie maszyny zostały skonstruowane przez firmę Maschinenfabrik AG, vorm. Wagner & Co. z Cöthen. W 1904 Donnersmarckowie zdecydowali się wybudować nowocześniejszą papiernię w Krapkowicach i przenieść do niej część produkcji . Zakład koło Tarnowskich Gór funkcjonował do 1919.

### Przemysł chemiczny

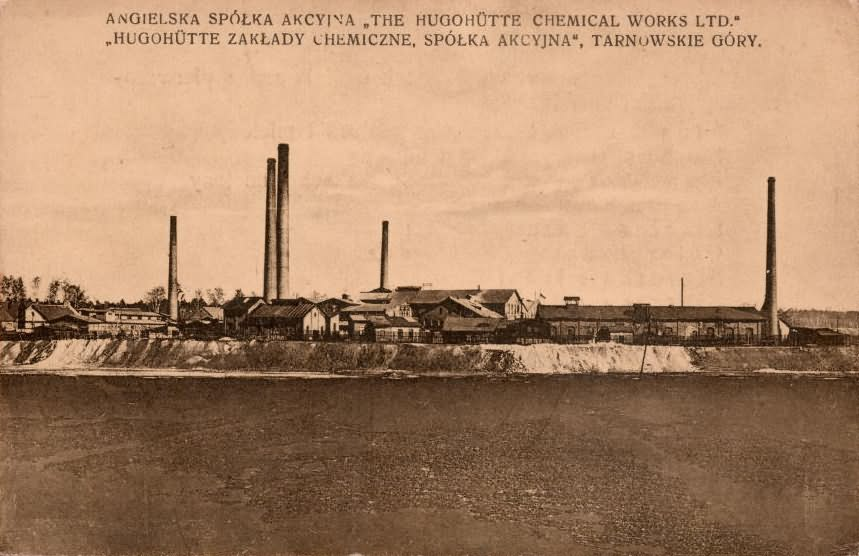
Hugohütte Zakłady Chemiczne, Spółka Akcyjna. Początek lat 20. XX wieku

Po I wojnie światowej część dawnej fabryki wydzierżawiona została przemysłowcowi Huldczyńskiemu z Gliwic, który otworzył w niej oddział gięcia rur dla swoich Zakładów Budowy Rur – jednak już w lutym 1922 zakłady przejęło należące do Donnersmarcków towarzystwo The Hugohütte Chemical Works Ltd. z siedzibą w Londynie  – część zaś wydzierżawiono spółce Meitlis and Co., która rozpoczęła tu w latach 1924–1925 produkcję litoponu, farb i lakierów, ponownie ałunu glinowo-potasowego, a także siarczanu glinu, siarczku baru, dichromianu sodu, siarczanu miedzi i od 1926 chlorku baru . Gdy w 1928 spółka zbankrutowała, jej akcje zostały wykupione przez koncern Donnersmarcka, którego siedzibę przeniesiono do Tarnowskich Gór, natomiast zakład zyskał nową nazwę Zakłady Chemiczne Henckel Sp. Akc. Wkrótce zmodernizowano oddziały produkcyjne i pomocnicze oraz rozbudowano produkcję zakładu o azotan baru, siarczan baru, tlenek cynku i siarczan cynku . W latach 30. uruchomiono produkcję kolejnych związków: nadboranu sodu, azotanu cynku, boraksu i kwasu borowego oraz siarczku cynku. Bezpośrednio przed II wojną światową zakład zatrudniał około 400 pracowników.
Podczas II wojny światowej zakład najpierw nosił nazwę Chemische Werke Henckel GmbH, a 22 lipca 1941 mocą uchwały wspólników zmieniono ją na Chemische Werke Hugohütte GmbH.
Od 25 stycznia 1945 firma nosiła nazwę Zakłady Chemiczne „Czarna Huta” i przeszła pod zarząd polski. Podczas wojny na skutek intensywnej eksploatacji zniszczeniu uległo ponad 50% maszyn. Bazę maszynową po zniszczeniach wojennych odbudowano do grudnia 1945. 1 grudnia 1945 Czarną Hutę wraz zakładami chemicznymi przyłączono do Tarnowskich Gór. W lutym następnego roku wznowiono produkcję w zakładzie, utworzono wydział sadzy oraz wznowiono wytwarzanie siarczanu glinu, siarczanu miedziowego i ałunu potasowego. W 1947 zakład został oficjalnie znacjonalizowany, w tym roku oddano również do użytku oddział soli borowych. Dzięki remontom oraz wskutek intensyfikacji produkcji, jej wartość w 1949 była wyższa o około 60% od wartości z 1938.

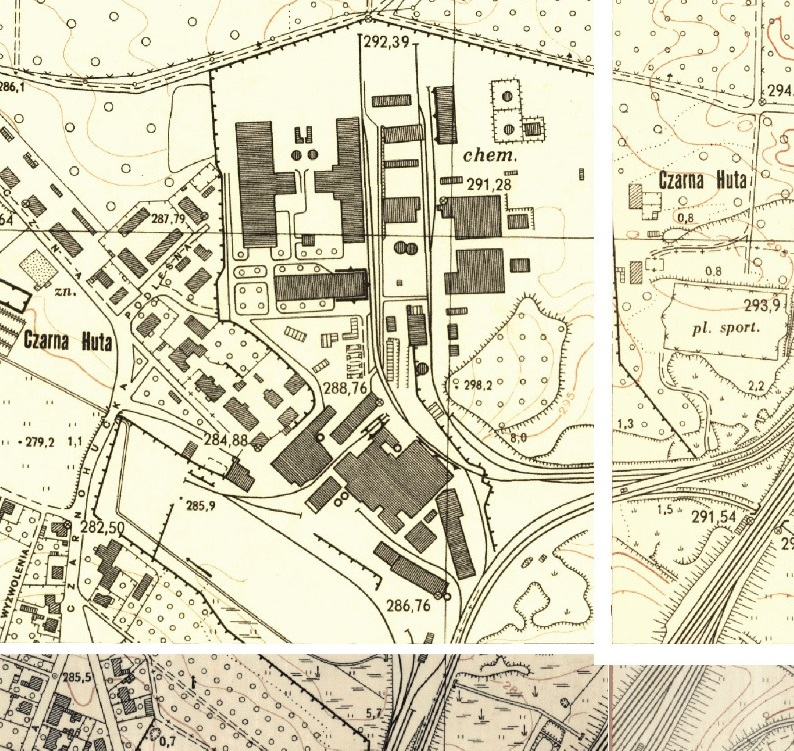
Zakłady Chemiczne „Tarnowskie Góry” na fragmencie mapy topograficznej GUGiK wydanej w latach 1960–1966, stan z lat 1958–1961

5 stycznia 1950 zarządzeniem Ministra Przemysłu Ciężkiego utworzono przedsiębiorstwo państwowe Zakłady Przemysłu Nieorganicznego „Tarnowskie Góry”. Niedługo potem, 12 lipca 1951, zarządzeniem Ministra Przemysłu Chemicznego nazwę zakładu zmieniono, tworząc Zakłady Chemiczne „Tarnowskie Góry”. Uzyskane na początku lat 50. kredyty umożliwiły zwiększenie produkcji zakładu. Między 1958 a 1968 uruchomiono oddziały: siarki, litoponu, siarczku amonowego, borowego i sodowego oraz kwasu solnego. W latach 1969–1970 oddano do użytku nowy budynek laboratorium badawczego, budynek komórki kontroli jakości oraz biuro konstrukcyjne. W następnych latach uruchomiono produkcję odczynników strontowych. W 1978 zmodernizowano produkcję, rezygnując z wytwarzania m.in. boraksu i sadzy, w zamian za to wprowadzając nowe produkty (m.in. fosforan magnezu i węglan baru).
W latach 1950–1967 na cele inwestycyjne wydano ogółem 260 mln złotych; oprócz rozbudowy oddziałów produkcyjnych zmodernizowano również zaplecze gospodarcze zakładów (za kwotę około 160 mln złotych przebudowano drogi i magazyny zakładowe oraz sieć wodną i kanalizacyjną, wybudowano bocznicę kolejową, nową elektrociepłownię oraz warsztaty naprawcze i biurowiec). Wartość produkcji w 1967 wyniosła ponad 283 mln złotych.
Wraz z rozwojem produkcji rosło zatrudnienie w zakładzie. W latach 1950–1965 wybudowano 10 budynków mieszkalnych dla pracowników, łaźnię oraz dom kultury. W następnych latach dobudowano kolejne 7 domów. Powstały również ośrodki wczasowe (m.in. w Jakubowicach ) oraz hotel pracowniczy. Z inicjatywy zakładów chemicznych wybudowano także Przedszkole nr 8, a w 1978 oddano do użytku boisko szkolne.
W 1973 do tarnogórskich zakładów przyłączono Bytomską Wytwórnię Przemysłu Terenowego, która jako oddział funkcjonowała do 1978.
Pod koniec lat 80. zakłady chemiczne stały się mało konkurencyjne, a wskutek restrukturyzacji przemysłu chemicznego zaczęły tracić rynek zbytu na swoje produkty . W 1989 część asortymentu produkcyjnego zakładów przejęło przedsiębiorstwo Tarchem. Wykryte w następnych latach ogromne skażenie środowiska naturalnego – związane z obecnością niezabezpieczonych odpadów przemysłowych grożących zatruciem wód podziemnych oraz wód przepływającej przez południową część zakładów rzeki Stoły – spowodowało, że w 1994 zakłady wpisano na krajową listę największych trucicieli – tzw. Listę 80 . Z tego powodu oraz z racji złej sytuacji ekonomicznej, przedsiębiorstwo postawiono w roku następnym w stan likwidacji.

## Likwidacja
Zakłady Chemiczne „Tarnowskie Góry” postawione zostały w stan likwidacji zarządzeniem Ministra Handlu i Przemysłu nr 42/Org/95 z dnia 26 czerwca 1995; na początek likwidacji wyznaczono datę 7 lipca tego samego roku. Po wykryciu skali skażenia terenu po zakładach, mocą zarządzenia nr 7/Org/96 z dnia 26 stycznia 1996, wydanego przez tego samego ministra, wprowadzono do programu likwidacji obowiązek podjęcia działań związanych z rekultywacją terenów skażonych odpadami chemicznymi . Program likwidacji przedsiębiorstwa zatwierdzono 15 kwietnia 1996.
Pierwsze prace rewitalizacyjne na terenie zakładów trwały od września 1997 do grudnia 1998 i polegały na modernizacji przyzakładowej oczyszczalni ścieków, przygotowaniu terenu pod przyszłe składowisko odpadów niebezpiecznych oraz ujęciu w kolektor części wód rzeki Stoły . W kwietniu 1999 ogłoszono przetarg na wykonanie dokumentacji projektowej likwidacji zwałowisk pozakładowych, budowy szczelnego składowiska odpadów (tzw. Centralnego Składowiska Odpadów – CSO), przeprowadzenia prac wyburzeniowych oraz wykonanie projektu rewitalizacji rzeki Stoły . Pod koniec tego samego roku przeprowadzono natomiast procedurę przetargową na generalne wykonawstwo przedsięwzięcia, które uzyskało nazwę Ochrona Głównego Zbiornika Wód Podziemnych 330 – Gliwice, poprzez kompleksowe unieszkodliwienie odpadów wraz z rekultywacją terenów skażonych Zakładów Chemicznych „Tarnowskie Góry” w Tarnowskich Górach w likwidacji, wygraną przez konsorcjum składające się z czterech firm z Katowickim Przedsiębiorstwem Budownictwa Przemysłowego BUDUS S.A. jako liderem .
W czerwcu 2000 rozpoczęły się prace związane z likwidacją składowisk po zakładach, szybko jednak zostały przerwane ze względu na brak zagwarantowania środków finansowych na ich dalszą realizację   . Większa dynamika działań na tym terenie miała miejsce w latach 2002–2006, kiedy to za kwotę ponad 200 mln zł udało się wykonać praktycznie ⅔ przewidywanych zadań    ; spłacono również zobowiązania wobec wykonawcy za działania wykonane w 2000 . Na kolejne prace starano się pozyskać środki z unijnego Funduszu Spójności, lecz wniosek został odrzucony i inwestycja ponownie utknęła w martwym punkcie; prowadzony był jedynie monitoring środowiska oraz eksploatacja oczyszczalni ścieków  .
W latach funkcjonowania zakładów chemicznych część odpadów wysypywana była nie tylko na terenie zakładu, ale również na sąsiednich, nienależących do przedsiębiorstwa gruntach, na których znajdował się poligon . W 2004, w kontrowersyjnych okolicznościach, będąca właścicielem tego terenu Agencja Mienia Wojskowego sprzedała dwóm osobom prywatnym działki o powierzchni około 46 ha, z których około 10 ha zajmowało zwałowisko odpadów nr 1 o objętości około 270 tys. m³   .

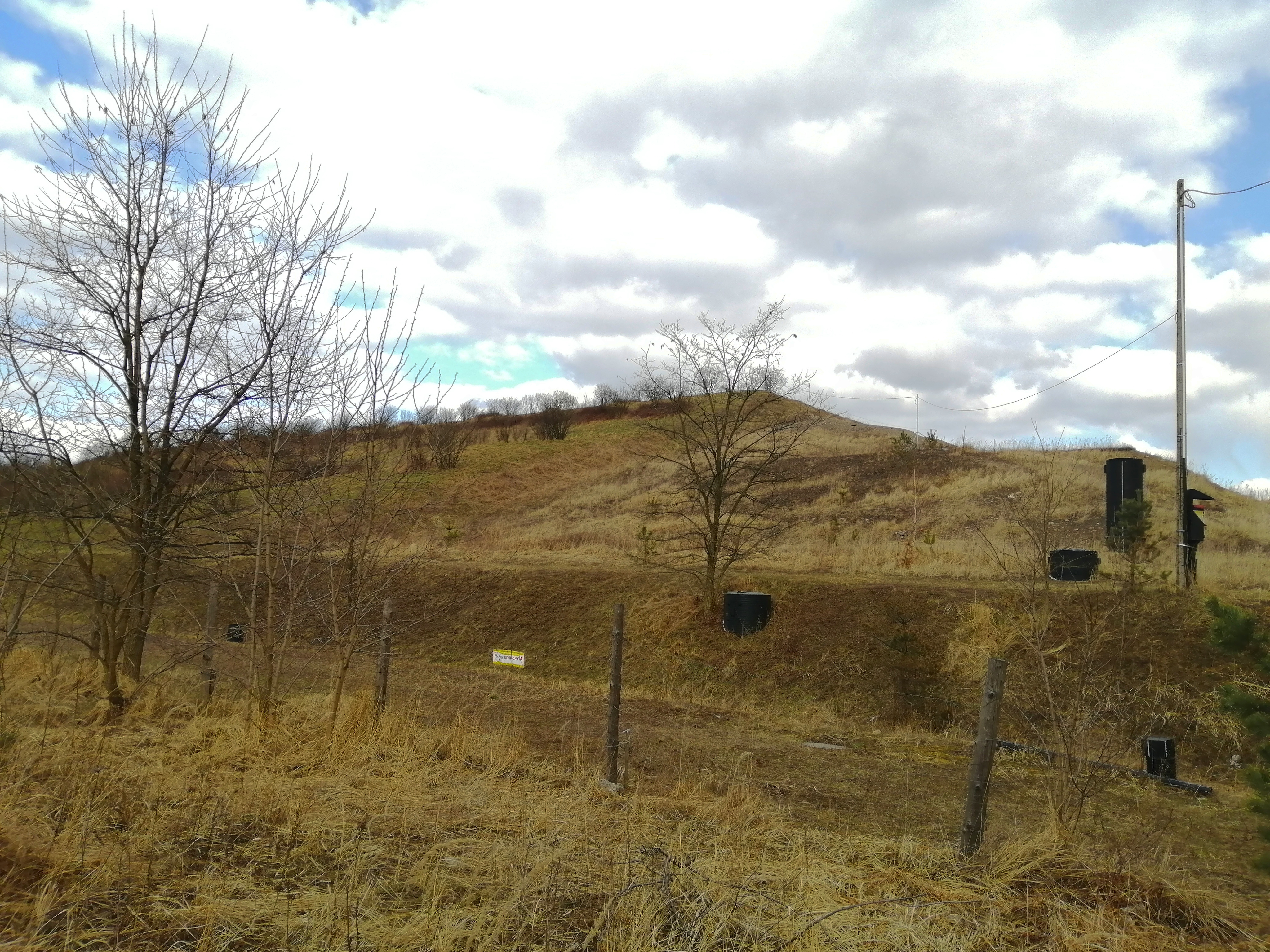
Fragment kwatery K1 Centralnego Składowiska Odpadów (2021)

W lipcu 2007 zakładom chemicznym udzielono dotacji budżetowej w wysokości 860 tysięcy zł, przeznaczonej na dofinansowanie prac zabezpieczających przedsięwzięcie Ochrona Głównego Zbiornika Wód Podziemnych 330 – Gliwice... Ze względu na brak odpowiedniej podstawy prawnej konieczne było uchwalenie w tym celu specustawy. W lutym roku następnego doszło do zrzeczenia się przez likwidatora zakładów chemicznych użytkowania wieczystego nieruchomości, w wyniku czego pozostałości zakładów zostały przejęte przez Skarb Państwa reprezentowany przez starostę tarnogórskiego   . W 2009 przekazano ponad 6 mln złotych na unieszkodliwienie kolejnych co najmniej 72 tys. m³ odpadów ze zwałowiska nr 5 i dokończenie rekultywacji kwatery K3 CSO, co zostało przeprowadzone w latach 2010–2012 .
Do końca 2011 zrealizowano następujące prace:
- usunięto i unieszkodliwiono związki chemiczne będące pozostałościami z instalacji produkcyjnych (m.in. węglan baru, chlorek baru, siarczek baru, azotan baru, litopon 30% i 60%, siarczan miedzi)
- wybudowano uszczelnione składowisko odpadów, składające się z pięciu kwater – tzw. centralne składowisko odpadów (CSO) o pojemności 1,29 mln m³ i powierzchni 13,07 ha (wraz z wałami zewnętrznymi),
- wyburzono 99% obiektów kubaturowych, a uzyskany gruz wykorzystano do budowy wałów wewnętrznych CSO i do stabilizacji jego bryły,
- zlikwidowano zwałowiska odpadów niebezpiecznych nr 2, 3, 3a, 5, 7 oraz tzw. „obszar GIV” oraz rozpoczęto likwidację zwałowisk nr 4+4a i 6,
- unieszkodliwiono (poprzez wbudowanie do kwater K1, K2 i K3 Centralnego Składowiska Odpadów) łącznie 1019 tys. m³ odpadów niebezpiecznych (około 73% całości odpadów przewidywanych do unieszkodliwienia),
- zrekultywowano teren po zlikwidowanych zwałowiskach o powierzchni 12,86 ha oraz zamknięto i zrekultywowano wypełnione kwatery K1, K2 i K3 CSO (o łącznej powierzchni 5,65 ha),
- przesunięto, uregulowano i uszczelniono koryto rzeki Stoły na długości 708 metrów.

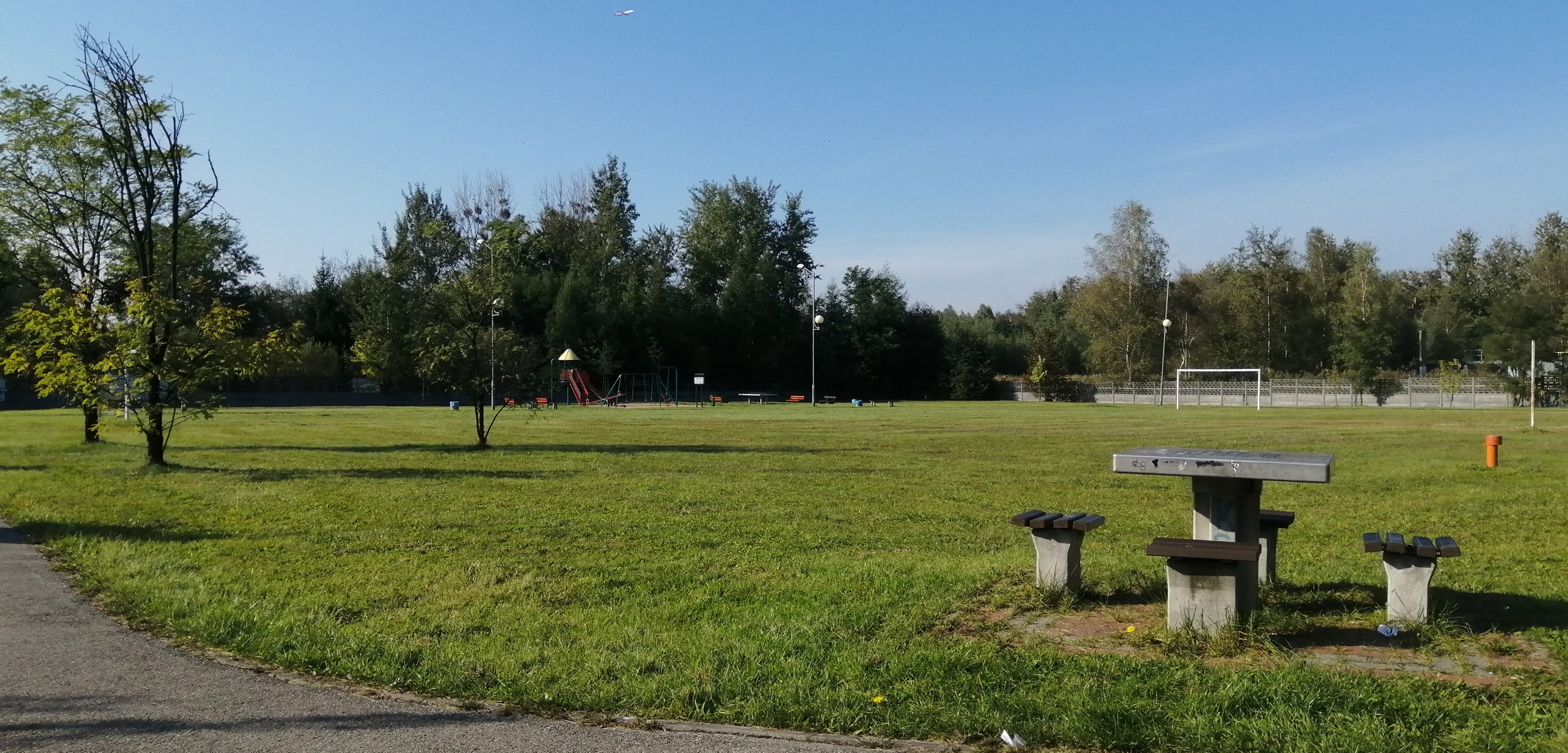
„Obszar GIV” – zrekultywowany i przekształcony w skwer z boiskiem i placem zabaw (2019)

Według stanu na koniec 2011, do usunięcia i wbudowania do kwater K4 i K5 CSO pozostało jeszcze około 27% zalegających odpadów (tj. 407,5 tys. m³, czyli około 665,1 tys. Mg odpadów niebezpiecznych) pochodzących ze zwałowiska nr 1 (będącego własnością osób prywatnych) oraz zwałowisk 4+4a i 6. Dodatkowo do likwidacji przeznaczone były nasypy oraz skażone grunty z gruzem i fundamentami infrastruktury. Do ostatecznej rekultywacji pozostało łącznie 40,08 ha terenów byłych zakładów, w tym 7,74 ha pozostałych do wypełnienia odpadami kwater K4 i K5 CSO.
Od 2012 na terenie po dawnych zakładach chemicznych nie są prowadzone żadne prace likwidatorskie (poza niezbędnym monitoringiem). Jako przyczyny takiego stanu rzeczy wskazuje się zlokalizowanie części odpadów na działkach prywatnych (obszar zwałowiska nr 1 sprzedany w 2004), co uniemożliwia usunięcie ich przy wykorzystaniu środków publicznych , a także skomplikowaną sytuację prawną przedsiębiorstwa – likwidacja zakładów została uznana za zakończoną, jednak firma formalnie wciąż figuruje w Krajowym Rejestrze Sądowym (KRS), ma długi w wysokości około 3,6 mln zł i toczy się wobec niej postępowanie komornicze. Zdaniem burmistrza miasta, Arkadiusza Czecha, gdyby zakłady zostały wykreślone z KRS, wówczas wszystkie odpady (również te znajdujące się na terenie prywatnym) stałyby się własnością Skarbu Państwa i możliwe byłoby ich usunięcie  .
W 2016 uchwały wyrażające apel o pilne podjęcie działań niezbędnych do kompleksowej i ostatecznej likwidacji zagrożeń jakie stwarzają odpady niebezpieczne po przedsiębiorstwie państwowym Zakłady Chemiczne „Tarnowskie Góry” w Tarnowskich Górach przyjęła Rada Miejska w Tarnowskich Górach, a także rady sąsiednich miast i gmin , m.in. Gliwic, Zabrza , Zbrosławic, Świerklańca, Tworoga i Rudzińca. Po upływie symbolicznego 1000 dni, w czerwcu 2019 Rada Miejska w Tarnowskich Górach oraz Rada Powiatu Tarnogórskiego ponowiły te apele .
W 2019 Regionalna Dyrekcja Ochrony Środowiska w Katowicach przeprowadziła procedurę wpisania 82 należących do Skarbu Państwa działek, na terenie których zlokalizowane są byłe zakłady chemiczne, do rejestru historycznych zanieczyszczeń powierzchni ziemi.
24 lipca 2020 sąd rejonowy w Gliwicach wykreślił przedsiębiorstwo Zakłady Chemiczne „Tarnowskie Góry” w Tarnowskich Górach w likwidacji z KRS. Decyzja ta uprawomocniła się 13 kwietnia następnego roku  .

## Wpływ na środowisko
Zakłady Chemiczne „Tarnowskie Góry” uznawane są za jeden z najbardziej niebezpiecznych i szkodliwych dla środowiska zakładów przemysłowych w Polsce       . Efektem 75 lat ich działalności było nagromadzenie ogromnej, szacowanej na około 1,5 mln m³ (2,5 mln Mg), ilości odpadów, składowanych bez żadnych zabezpieczeń bezpośrednio na gruncie. Odpady płynne wylewane były przez wiele lat do nieuszczelnionych osadników ziemnych . W wyniku takiego działania nastąpiło zanieczyszczenie środowiska, w tym skażenie wód triasowego poziomu wodonośnego głównych zbiorników wód podziemnych (GZWP): przede wszystkim gliwickiego (nr 330; do którego infiltrują zanieczyszczenia z południowej części zakładów) i lubliniecko-myszkowskiego (nr 327; do którego przenikają zanieczyszczenia z części północnej) , a także bytomskiego (nr 329). Po wprowadzeniu w 1991 monitoringu wód podziemnych i powierzchniowych stwierdzono nawet kilkusetkrotne przekroczenie dopuszczalnych stężeń silnie trujących rozpuszczalnych związków baru oraz szkodliwych związków boru, cynku, miedzi, kadmu, ołowiu, strontu, niklu, arsenu i manganu  . W wyniku badań przy użyciu piezometrów rozmieszczonych na terenie zakładów i w ich okolicy, ilość przenikających zanieczyszczeń oszacowano na 400 ton/rok . Z tego powodu z użytkowania wyłączono wszystkie ujęcia wody znajdujące się na terenie zakładów chemicznych oraz w strefie ich oddziaływania o powierzchni kilkuset hektarów . W przypadku utworów czwartorzędowych wykazano, że część zanieczyszczeń ze zwałowisk pozakładowych spływa w kierunku północno-zachodnim w stronę potoku PA, a część w kierunku południowo-zachodnim i południowo-wschodnim do rzeki Stoły , co stwarza ryzyko przenoszenia zanieczyszczeń na dalsze tereny i do Małej Panwi. W drugiej dekadzie XXI wieku Stoła wciąż była jedną z najbardziej zanieczyszczonych rzek w Polsce, przy czym normy przekroczone są w niej nie tylko dla talu i fluorków, ale też dla zasolenia, substancji biogennych i warunków tlenowych. Przekroczenie norm dla talu stwierdzono również w wodzie Małej Panwi. Zanieczyszczenie wód powierzchniowych tym pierwiastkiem jest w Polsce poza tym rzadko stwierdzane.

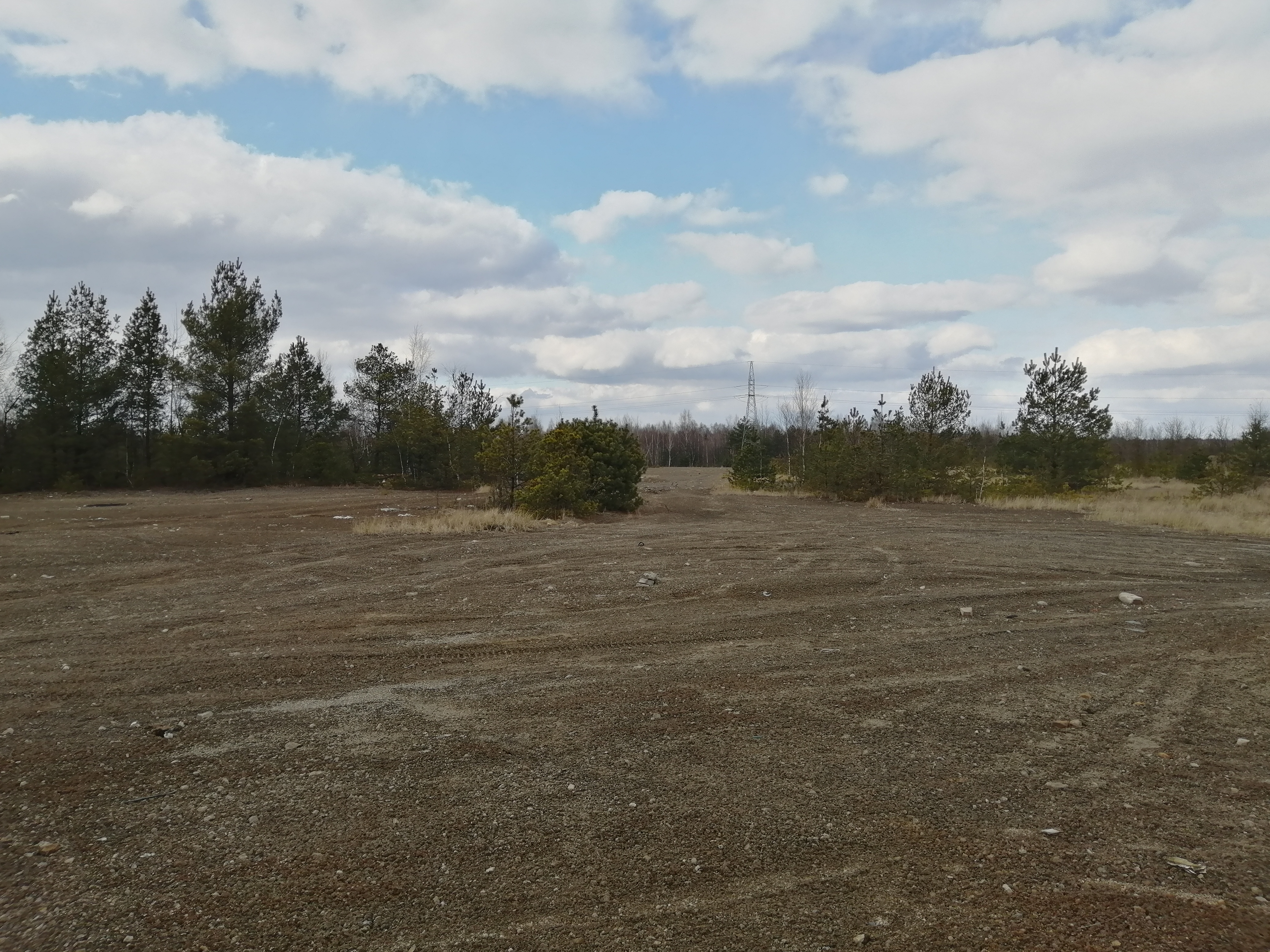
Obszar zwałowiska nr 1 (marzec 2021)

Początkowo monitoring służył wyłącznie ocenie stopnia skażenia środowiska w wyniku działalności zakładów, natomiast od 1997 wykorzystywany był również do oceny prowadzonej inwestycji polegającej na usuwaniu zanieczyszczeń. Pomimo zrealizowania większości prac rekultywacyjnych, do wód podziemnych czwartorzędu i triasu (obejmującego GZWP 330 i 327) wciąż przedostaje się około 130 ton zanieczyszczeń na rok. Powierzchnię obszaru oddziaływania zakładów chemicznych na wody piętra czwartorzędowego oszacowano na około 240 ha, a na wody piętra triasowego – na około 250 ha . Negatywne oddziaływanie przeznaczonych do likwidacji, a wciąż istniejących zwałowisk nr 1, 4+4a i 6 na stan środowiska obserwowany jest również w badaniach monitoringowych rzeki Stoły, w potoku PA znajdującym się na północ od zakładów oraz w wynikach monitoringu gleb .
W 2011 w czasopiśmie „Ochrona Środowiska i Zasobów Naturalnych” ukazał się artykuł autorstwa grupy naukowców z Wydziału Nauk o Ziemi Uniwersytetu Śląskiego w Katowicach oraz Wydziału Geologii, Geofizyki i Ochrony Środowiska Akademii Górniczo-Hutnicza w Krakowie, w którym zbadano wpływ emisji zanieczyszczeń atmosferycznych przez Zakłady Chemiczne „Tarnowskie Góry” na szerokość przyrostów rocznych sosny zwyczajnej (Pinus sylvestris L.). W ramach przeprowadzonych badań stwierdzono wykształcenie zredukowanych przyrostów rocznych przez sosny rosnące wokół zakładów oraz wykazano, że najbardziej zredukowane przyrosty występowały w latach największej produkcji przemysłowej zakładów (w latach 1960–1980) .